# Парикмахерская
Парикма́херская — это предприятие, занимающееся предоставлением услуг для населения по уходу за волосами (стрижка, завивка, создание причёски, окрашивание, мелирование и другие виды работ с красителями, стрижка огнём, бритьё и стрижка бород и усов и др.) в оборудованном специально для этого помещении. Как правило, в парикмахерских дополнительно оказываются следующие виды услуг: маникюр, педикюр, косметические услуги и услуги визажиста.
Парикмахерские, согласно действующему законодательству Российской Федерации ГОСТ Р 51142—98, в зависимости от ассортимента и качества оказываемых услуг бывают следующих видов:
- Парикмахерская;
- Парикмахерская-салон;
- Парикмахерская-люкс.

Специалисты, работающие в парикмахерской, называются парикма́херами.

## Барбершоп

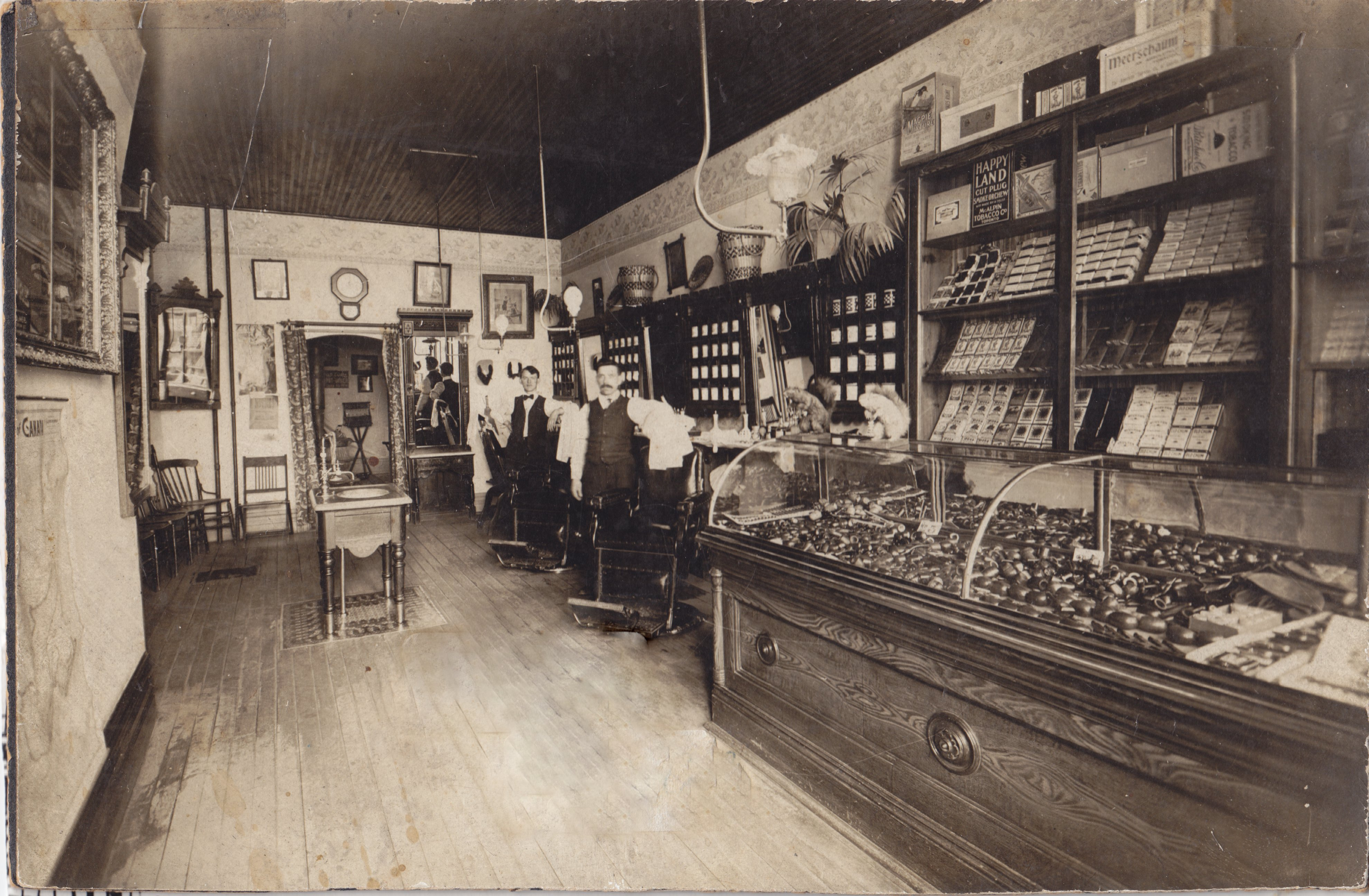
Барбершоп в Онтарио (Канада), кон. XIX — нач. XX в.

Ба́рбершо́п (от англ. barber — «мужской парикмахер» и shop — «лавка»), в своём классическом варианте, — это парикмахерская для мужчин. Барбершоп может иметь элементы салона или клуба — в барбершопе, помимо самой парикмахерской, могут быть небольшой бар (с модным крафтовым пивом) и магазин одежды.
Первые именно мужские парикмахерские появились в США и Европе в 18 веке, уже тогда мастера стрижек поделились на два направления: одни работали с женщинами, другие же предпочли мужские услуги: укладки и стрижки волос, стрижки бороды и усов, которые в то время были очень популярны.